# Базарова, Дарима Васильевна
Дарима́ Васи́льевна База́рова (род. 12 мая 1977, Улан-Удэ) — российский бурятский библиотекарь

, заведующая Центром национальных и краеведческих документов государственного учреждения культуры «Национальная библиотека Республики Бурятия».

## Биография
Родилась 12 мая 1977 года в Улан-Удэ.
В 2001 году окончила Восточно-Сибирскую государственную академию культуры и искусств. Поступила на работу в Национальную библиотеку Республики Бурятия, где прошла путь от библиотекаря до заведующей Центром национальных и краеведческих документов.
По её инициативе и при непосредственном участии осуществлены: издание электронных справочно-библиографических баз данных серии «Бурятия — территория культуры» (Эвенки Бурятии, Дацаны. Прошлое и настоящее, Костюмы народов Бурятии); создание, поддержка, продвижение информационного веб-портала «Байкал-Lake», издание справочно-библиографической базы данных «История бурятской книги»; многочисленные публикации по оцифровке, созданию справочно-библиографических баз данных.
Эти работы являются результатом целенаправленной деятельности Национальной библиотеки Республики Бурятия по выявлению, сохранению и пропаганде культурного достояния республики. Создание справочно-библиографической базы данных «История бурятской книги» по гранту Бюро ЮНЕСКО является частью проекта по созданию электронной библиотеки «Бурятика» — коллекции полнотекстовых документов, отражающих историю и современность Республики Бурятия.
Дарима Базарова опубликовала ряд научно-методических работ, выступала с докладами на научных конференциях.

## Награды
Д. В. Базарова — лауреат премии Президента Российской Федерации для молодых деятелей культуры 2010 года. Премия присуждена «за вклад в сохранение историко-культурного наследия Республики Бурятия с использованием современных информационных технологий». Торжественное награждение состоялось 28 июня 2011 года в Кремле.